# 福建倭竹
福建倭竹（学名：Shibataea nanpingensis var. fujianica）为禾本科倭竹属下的一个变种。

## 扩展阅读
- 維基物種上的相關：福建倭竹